# Zana (película)
Zana es una película de drama, misterio y suspenso kosovar de 2019 dirigida por Antoneta Kastrati. Fue seleccionada como la entrada de Kosovo a la Mejor Película Internacional en la 92.ª edición de los Premios Óscar, pero no fue nominada.

## Sinopsis
Atormentada por su largo pasado reprimido y presionada por su familia para buscar tratamiento de curanderos místicos para su infertilidad, una mujer kosovar lucha por conciliar las expectativas de la maternidad con un legado de brutalidad en tiempos de guerra.

## Reparto
- Adriana Matoshi como Lume
- Astrit Kabashi como Ilir
- Fatmire Sahiti como Remzije
- Mensur Safaqiu como Imam Murat
- Irena Cahani como Hechicera